# Secamone dolichorhachys
Secamone dolichorhachys är en oleanderväxtart som beskrevs av Karl Moritz Schumann. Secamone dolichorhachys ingår i släktet Secamone och familjen oleanderväxter. Inga underarter finns listade i Catalogue of Life.